# Hugo de Jonge
Hugo Mattheüs de Jonge (Bruinisse, 26 settembre 1977) è un politico olandese, secondo vice primo ministro olandese e ministro della salute, del benessere e dello sport nel terzo governo Rutte dal 26 ottobre 2017. È membro del partito Appello Cristiano Democratico (CDA).